# 克雷姆尼奇卡和涅梅茨卡大屠杀

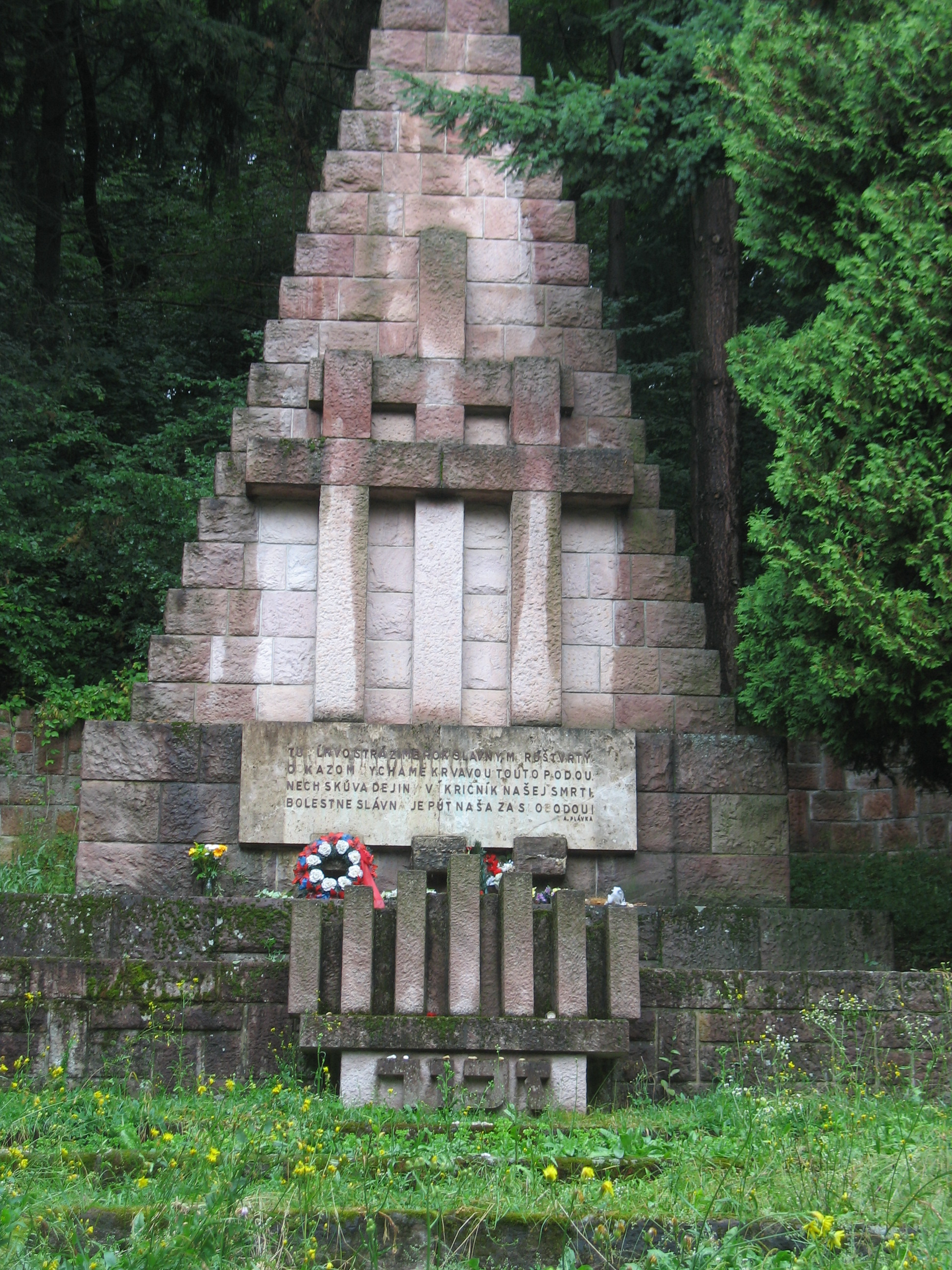
克雷姆尼奇卡和涅梅茨卡大屠殺紀念碑

克雷姆尼奇卡和涅梅茨卡大屠杀是1944年11月5日至1945年2月19日期间，赫林卡卫队应急单位和H特别行动队為镇压斯洛伐克民族起义，而在斯洛伐克克雷姆尼奇卡和涅梅茨卡發起的一系列屠杀。斯洛伐克民族起义期间，许多犹太人逃往游击队的据点班斯卡-比斯特里察。在班斯卡-比斯特里察被納粹當局攻佔后，許多犹太人以及斯洛伐克游击队成员、罗姆人被卡车运到克雷姆尼奇卡和涅梅茨卡（當地有石灰窑，可以火化遺體），并在那里被處決。在克雷姆尼奇卡被處決的747人中，大多数是犹太人。而在涅梅茨卡，犯人被處決後，尸體就被火化，因此人們无法得知到底有多少人在涅梅茨卡被處決，但历史学家估计死亡人数约为900人，其中大多数是犹太人或罗姆人。這一屠殺又被稱為斯洛伐克的卡廷事件。